# Atanatar II
Atanatar II es un personaje ficticio que pertenece al legendarium creado por el escritor británico J. R. R. Tolkien y cuya historia es narrada en los apéndices de la novela El Señor de los Anillos. Es un dúnadan, hijo de Hyarmendacil I y decimosexto rey de Gondor. Su nombre es quenya y puede traducirse como «padre del hombre», aunque también es conocido por el nombre de Alcarin, palabra sindarin que significa «el Glorioso».

## Historia
Nació en el año 977 de la Tercera Edad del Sol y sucedió a su padre en 1149 T. E. Durante su reinado Gondor alcanza el máximo esplendor, no por sus conquistas sino porque consolidó la ocupación de todo el territorio ganado a los enemigos por su padre Hyarmendacil I. Pero también se lo cuestionó por haber permitido el descuido de la vigilancia de Mordor, lo que permitió la entrada en secreto de los Nazgûl en varias oportunidades.
Murió en 1226 T. E. y fue sucedido por su hijo Narmacil I.